# Ключник
Ключник, Ключница — в Древней Руси и Русском государстве:
1. Человек, ведавший продовольственными запасами дома (поместья) и ключами от мест их хранения, кто ходит в ключах, служитель, заведующий съестными припасами в доме, погребом, а иногда и питьями[1].
2. Служащий приказа или дворцового ведомства.

## Ключники до XVI века
По «Русской Правде» то же, что тиун, полный холоп (обельный холоп), но вместе с тем первый человек в домашнем хозяйстве господина, управляющий и судья. Московские памятники XIV—XV веков говорят об обязанностях ключника подробнее. Ключник ведает остальных холопов, целует за них крест, собирает господские доходы и заботится об их приращении, для чего раздает господское серебро в рост крестьянам; далее — вступает в сделки именем своего господина и приобретает для него движимость и рабов. Ключники имели даже своих рабов и дьяков.
Служба ключником «без ряду» (без договора) влекла за собой полное холопство.
А се третьее холопьство: тивуньство без ряду или привяжеть ключь к себе без ряду, с рядомь ли, то како ся будеть рядиль, на том же стоить.«Русская Правда»

## Ключники в XVI веке
По сравнению с Русской Правдой и Судебником 1497 года, в Судебнике 1550 года появляются некоторые акценты. Так лишь сельский ключник, и обязательно с «докладной грамотой», то есть в суде и при свидетелях оформленном документе, может считаться полным холопом. Городской ключ не ведёт к рабству.
А о холопстве суд. По полной грамоте холоп. По ключу по сельскому з докладною холоп з женою и з детми, которые у одново государя с ним в одной крепости и которые породилися в холопстве, а которые его дети родились до холопства, а учнут жити у иного государя, или себе учнут жити, то не холопи. А по городцкому ключу не холоп. По робе холоп; по холопе роба. По духовной холоп. По приданой робе холоп, а по холопе роба. А по тиунству без полные и без докладные не холоп; а по сельскому ключу без докладные не холоп. А полному и докладному холопу сын своего слободного, который ся родил у него до холопства, не продати, а продасться он сам кому хочет; а отцю его и матери у полные не стояти и ис холопства не взяти, потому что отец его и мати сами в холопех; да и в полных и в докладных то писати, что отец у него и мати есть, а у полные не стояли, потому что сами в холопех. А у кого отец в черньцех или мати в черницах, и тому отцу и матери у своего сына и у дочери у полные и у докладные не стояти же и из холопства не взяти; а в полные и в докладные писати, что у него отец или мати есть, а у полные и у докладные не стояли, потому что пострижены; да и не продавати там детей своих, продастся сам кому хочет.«Судебник 1550 года»

## Ключники после XVI века
В доме боярина XVI—XVII веков ключник — главный распорядитель, иногда значивший у господина больше, чем жена и родня, жившая во дворе; он заведовал клетями и всеми строениями, держал ключи, словом ведал всё домоуправление. Жене ключника обыкновенно поручалось управление женской прислугой, если господин не доверял своей жене. Ключники были княжие, владычные, боярские и царские.
Ключник степенный (состоящий в должности, не отставной) при дворе московских царей имел в своем ведении столовые припасы, напитки и прислугу. Отставному ключнику (старому, то есть бывшему в должности) давалось жалованье, оклад или поместье. Ключник с путем или Ключник путевой — лицо, исправлявшее ту же должность во время путешествия государя.
Ключник, прежде были что ныне казначей при дворе государеве, чин немалой; потом у двора были степенные ключники 3, яко на кормовом, сытном и хлебенном дворцах, главные управители или гофмейстеры, из людей незнатных и часто из холопей господских или убогаго дворянства избирались, но в немалом почтении, и состояли под властию кравчаго. Под ними были путные ключники, подключники и стряпчие, о чем зри при тех дворцах.В. Н. Татищев